# Mytilopsis trautwineana
Mytilopsis trautwineana is een tweekleppigensoort uit de familie van de Dreissenidae. De wetenschappelijke naam van de soort is voor het eerst geldig gepubliceerd in 1866 door Tryon.